# 迈德尔·特列里亚
迈德尔·特列里亚（西班牙語：Maider Tellería，1973年7月14日—），西班牙女子曲棍球运动员。她曾代表西班牙参加1992年、1996年、2000年和2004年夏季奥林匹克运动会曲棍球比赛，其中1992年奥运会获得一枚金牌。